# Nowy Żmigród (gmina)
Nowy Żmigród (do 1954 gmina Żmigród Nowy) – gmina wiejska w województwie podkarpackim, w powiecie jasielskim. W latach 1975–1998 gmina położona była w województwie krośnieńskim. Siedziba gminy to Nowy Żmigród.

## Struktura powierzchni
Według danych z roku 2002 gmina Nowy Żmigród ma obszar 104,54 km², w tym:
- użytki rolne: 64%
- użytki leśne: 24%

Gmina stanowi 12,5% powierzchni powiatu.

## Demografia
Dane z 31.12.2017 roku
| Opis                              | Ogółem | Ogółem | Kobiety | Kobiety | Mężczyźni | Mężczyźni |
| --------------------------------- | ------ | ------ | ------- | ------- | --------- | --------- |
| jednostka                         | osób   | %      | osób    | %       | osób      | %         |
| populacja                         | 9 149  | 100    | 4 593   | 50,2    | 4 556     | 49,8      |
| gęstość zaludnienia (mieszk./km²) | 89     | 89     | 45      | 45      | 44        | 44        |

## Kluby sportowe na terenie gminy
- Klub Sportowy „Wisłoka” Nowy Żmigród – klub piłkarski
- Katolicki Klub Piłkarski "Gaudium” Łężyny – klub piłkarski
- Ludowy Klub Sportowy „Tempo” Nienaszów – klub piłkarski
- Ludowy Klub Sportowy „Nowy Dwór” Makowiska – klub piłkarski
- Gminny Ludowy Klub Sportowy „Beskid” Nowy Żmigród – sekcja tenisa stołowego

## Sołectwa
| - Brzezowa, - Desznica, - Gorzyce, - Grabanina, - Jaworze, | - Kąty, - Łężyny, - Łysa Góra, - Makowiska, - Mytarka, | - Mytarz, - Nienaszów, - Nienaszów - Sośniny, - Nowy Żmigród, - Sadki, | - Siedliska Żmigrodzkie, - Skalnik, - Stary Żmigród, - Toki. |

## Sąsiednie gminy
- Chorkówka,
- Dębowiec,
- Dukla,
- Krempna,
- Osiek Jasielski,
- Tarnowiec